# 松溪 (特拉華州)
松溪（英語：Pine Creek）是位於美國特拉華州紐卡斯爾縣的一個人口普查指定地區。

## 地理
松溪的座標為39°43′51″N 75°42′15″W / 39.73083°N 75.70417°W，而該地最高點為海拔高度37米（即121英尺）。

## 人口
根據2010年美國人口普查的數據，松溪的面積為15.90平方千米，當中陸地面積為15.90平方千米，而水域面積為0.00平方千米。當地共有人口7898人，而人口密度為每平方千米496人。